# 山崎一穎
山崎 一穎（やまざき かずひで、1938年9月20日 - 2024年9月14日）は、日本の近代文学研究者。専門は森鷗外。跡見学園女子大学名誉教授。元学校法人跡見学園理事長。森鷗外記念会会長、森鷗外記念館（津和野町）館長。

## 来歴
長野県中野市生まれ。中学校以降は千葉県で育つ。1957年、千葉県立千葉第一高等学校、1962年早稲田大学教育学部国語国文学科卒業。千葉県立高校の定時制教諭の傍ら、1970年、同大学院文学研究科博士課程単位取得満期退学。同年、跡見学園女子大学文学部国文学科専任講師、1974年助教授、1978年教授。同年から跡見学園女子大学学長、1989年に学長を退任。1998年学長に再任、2008年定年退職。2009年、跡見学園理事長に就任。2023年に理事長を退任。2024年9月14日に死去。85歳没。
1990年、物集索引賞（共同受賞）。2002年『森鷗外・歴史文学研究』でやまなし文学賞受賞。

## 著書
- 『森鷗外・歴史小説研究』桜楓社 1981
- 『森鷗外・史伝小説研究』桜楓社 1982
- 『二生を行く人 森鷗外（日本の作家）』新典社 1991
- 『森鷗外 明治人の生き方』ちくま新書 2000
- 『森鷗外・歴史文学研究』おうふう 2002
- 『鷗外十話』鳥影社 2005
- 『森鷗外論攷』おうふう 2006
- 『森鷗外 国家と作家の狭間で』新日本出版社 2012

## 校訂
- 『新日本古典文学大系明治編／海外見聞集』松田清・鈴木健一・日原傳・堀口育男・堀川貴司・杉下元明・斎藤希史他、岩波書店 2009